# Horace McCoy
Pour les articles homonymes, voir McCoy.
Œuvres principales
- On achève bien les chevaux (1935)
- Un linceul n'a pas de poches (1937)

Horace McCoy, né le 14 avril 1897 à Pegram, dans le Tennessee, et mort le 15 décembre 1955 à Beverly Hills, en Californie, est un scénariste et un écrivain américain de romans noirs.

## Biographie
McCoy est né à Pegram, au Tennessee, de parents pauvres. Il commence à travailler à douze ans comme vendeur de journaux. À seize ans, il quitte définitivement son école de Nashville et occupe différents emplois : mécanicien, vendeur itinérant, chauffeur de taxi.
En 1917, il s’engage dans l’armée, devient bombardier et observateur aérien et atterrit en France en 1918. Au cours d’une mission, il parvient à ramener son bombardier dont le pilote avait été tué. Il obtient la Croix de Guerre en août 1918, pour héroïsme, de la part du gouvernement français. Démobilisé, il devient journaliste sportif de 1919 à 1930 à Dallas. Il commence à écrire, et publie ses premières nouvelles dans les magazines de pulps à la fin des années 1920, dans un style vif et concis, inspiré d’Ernest Hemingway.
En 1929, la Grande Dépression lui fait perdre son emploi et il se retrouve alors tour à tour ouvrier saisonnier, serveur, garde du corps. En 1931, il arrive à Hollywood où il obtient d’abord quelques petits rôles avant de passer à l’écriture de scénarios (une quarantaine au total, dont Le Parfum de la femme traquée de Louis King en 1939, Gentleman Jim de Raoul Walsh en 1942, Le Fauve en liberté de Gordon Douglas en 1950, Le Cran d'arrêt de William Dieterle et Les Indomptables de Nicholas Ray en 1952).
En 1935 est publié son premier roman noir, On achève bien les chevaux, traduit en français après la guerre par Marcel Duhamel. L’année suivante, il termine Un linceul n'a pas de poches. Mais il ne trouve aucun éditeur, excepté en Angleterre en 1937. En France, le Linceul est publié en 1946 par la Série noire qui vient de naitre (no 4). Il est alors comparé à Steinbeck et à Hemingway.
Les États-Unis publient le Linceul en 1948 dans une version remaniée. En effet, McCoy n'épargne pas le rêve américain auquel tant d'Américains sont attachés, ainsi qu'Hollywood, véritable usine à rêve. Il apparait comme sulfureux dans une société attachée à ces valeurs. Ses romans suivants garderont l'esprit de ses premiers romans.
Il meurt en décembre 1955, à l'âge de 58 ans, d’une attaque cardiaque à Beverly Hills, dans l’indifférence générale.

## Œuvre

### Romans
- On achève bien les chevaux (en) (1935) Publié en français sous le titre On achève bien les chevaux, Paris, Gallimard, coll. Du Monde entier, 1946 ; réédition, Le Livre de poche no 489, 1959 ; réédition, Gallimard, Folio no 466, 1973 ; réédition Gallimard, Folio no 962, 1977 ; réédition Gallimard, Folio policier no 117, 1999
- No Pockets in a Shroud (1937) Publié en français sous le titre Un linceul n'a pas de poches, Paris, Gallimard, Série noire no 4, 1946 ; réédition, Paris, Gallimard, La Poche noire no 144, 1971 ; réédition, Paris, Gallimard, Carré noir no 304, 1979 ; réédition, Paris, Gallimard, Folio no 1922, 1988 ; réédition, Paris, Gallimard, Folio policier no 24, 1998
- I Should Have Stayed Home (1937) Publié en français sous le titre J'aurais dû rester chez nous, Paris, Gallimard, Collection blanche, 1948 ; réédition, Paris, Gallimard, Du Monde entier, 1980 ; réédition Gallimard, Folio no 1398, 1982
- Kiss Tomorrow Good-bye (1948) Publié en français sous le titre Adieu la vie, adieu l'amour..., Paris, Gallimard, Série noire no 39, 1949 ; réédition, Paris, Gallimard, La Poche noire no 96, 1969 ; réédition, Paris, Gallimard, Carré noir no 295, 1979 ; réédition, Paris, Gallimard, Folio no 1887, 1987
- Scalpel (1952) Publié en français sous le titre Le Scalpel, Paris, Gallimard, La Méridienne, 1955 ; réédition, Paris, Gallimard, Folio no 1541, 1984
- Corruption City ou This Is Dynamite (1953) Publié en français sous le titre Pertes et Fracas, Paris, Gallimard, Série noire no 171, 1953 ; réédition, Carré noir no 215, 1975 ; réédition, Paris, Gallimard, Folio no 1838, 1987

### Recueils de nouvelles publiés en France
- Les Rangers du ciel, Paris, LGF, Le Livre de poche no 4099, 1974 ; nouvelle édition, revue et augmentée : Gallimard, coll. « Série noire », 2022  (ISBN 978-2-072-93185-7)
- Black Mask Stories, Paris, LGF, Le Livre de poche no 4175, 1975

### Scénariste au cinéma
- 1939 : Le Gangster espion (Television Spy) d'Edward Dmytryk

## Adaptations au cinéma
- 1950 : Le Fauve en liberté (Kiss Tomorrow Goodbye), film américain réalisé par Gordon Douglas, adaptation du roman éponyme, avec James Cagney, Barbara Payton et Helena Carter
- 1969 : On achève bien les chevaux (They Shoot Horses, Don't They?), film américain réalisé par Sydney Pollack, adaptation du roman éponyme, avec Jane Fonda, Michael Sarrazin, Susannah York et Gig Young
- 1974 : Un linceul n'a pas de poches, film français réalisé par Jean-Pierre Mocky, adaptation du roman éponyme, avec Jean-Pierre Mocky, Myriam Mézières, Jean-Pierre Marielle, Jean Carmet, Michel Constantin et Michel Serrault